# Telingana recurvata
Telingana recurvata är en insektsart som beskrevs av William Lucas Distant. Telingana recurvata ingår i släktet Telingana och familjen hornstritar. Inga underarter finns listade i Catalogue of Life.